# Control of Communicable Diseases Manual

 (srp. Priručnik za suzbijanje i sprečavanje zaraznih bolesti) je prema nekim mišljenjima jedan od daleko najpoznatijih referentnih dela na temu infektivnih bolesti. Koristan je kako lekarima i epidemiolozima, tako i svetskim putnicima i dobrovoljcima, kao i svima koji su se susretali ili se susreću sa problemima oblasti koje ponekad naziva javno zdravlje.
Naziv knjige pod kojim je zavedena u Kongresnoj biblioteci jeste " Control of Communicable Diseases Manual 19th edition, An Official Report of the American Public Health Association.". Urednik sadašnjeg izdanja je dr Dejvid L. Hejman.

## Istorijat
Prvo izdanje, izdato 1915, zvalo se "Control of communicable diseases in man" (srp. Kontrola zaraznih bolesti kod čoveka). Prvo izdanje bio je mali pamflet, i dugo vremena broširano izdanje bilo je priručna džepna knjiga. Današnja verzija mekog poveza može da stane u najveći džep prostranog zimskog kaputa.
Izdanja tvrdog i mekog poveza oba imaju 746 strana. Izdanje mekog poveza je dimenzija 17 x 11.2 x 3.8 cm, a izdanje tvrdog poveza je 17.8 x 12.1 x 3.8 cm. ISBN za izdanje tvrdog poveza je 978-0-87533-190-8, a ISBN za izdanje mekog poveza je 978-0-87533-189-2.

### Najskorije izdanje
(Američko udruženje za javno zdravlje) izdalo je 19. izdanje Control of Communicable Diseases Manual (CCDM) 2008. godine. Međunarodni stručnjaci iz oblasti infektivnih bolesti i javnog zdravlja iz Centers for Disease Control and Prevention (Centra za kontrolu i prevenciju bolesti) i Svetske zdravstvene organizacije su doprineli ovom izdanju.
Devetnaesto izdanje sadrži 11 novih poglavlja o temama bazičnih za domen globalnog javnog zdravlja. Teme poglavlja su između ostalog: kontrola rizika, bezbednost javnog zdravlja u globalizovanom svetu, međunarodne zdravstvene regulative, izveštaji o zaraznim bolestima, odziv u slučajevima bioterorizma, , kontrola zaraznih bolesti u slučajevima humanitarnih kriza, rukovanje infektivnim materijalima. Ostala nova poglavlja sadrže uputstva za kontrolu zaraznih bolesti prilikom masovnih okupljanja, prirodnih katastrofa ili hitnih situacija.

## Sadržaj
kompiluje  obimne naučne podatke o zaraznim bolestima, koje značajno doprinose mortalitetu i morbiditetu širom sveta. CCDM stavlja akcenat na epidemiološke aspekte zaraznih bolesti i pruža informacije u vezi njihove identifikacije, izveštavanja, kontrole i prevencije.

### Opisi zaraznih bolesti
nabraja zarazne bolesti abecednim redosledom i o svakoj zarazi daje informacije sledeći devet nabrojanih sekcija:
1. Definicija
2. Agens
3. Rasprostranjenost
4. Rezervoar
5. Način prenošenja
6. Inkubacija
7. Period zaraznosti
8. Osetljivost i otpornost
9. Metode suzbijanja

Obim svake sekcije varira. Na primer, sekcija Rezervoar za velije boginje je kraća od jednog reda, pošto je ova bolesti teoretski prisutna samo u zamrzivačima zvaničnih laboratorija. Nasuprot tome stavka o antraksu ima obiman pasus o trenutnim rezervoarima.

## Dostupnost
Knjiga je izdata na mnogim jezicima, uključujući španski, italijanski, kineski, arapski i srpskohrvatski.
Onlajn izdanje CCDM-a je navodno postalo dostupno marta 2010.

## Spoljašnje veze
- [http://www.apha.org/  - Američko udruženje za javno zdravlje (језик: енглески)
- (језик: енглески)